# خطة دروبلز
خطة دروبلز (بالإنجليزية: Drobles plan)‏، هي خطة استيطانية صاغها ماتيتاهو دروبلز(1) عام 1979،  بعنوان "الخطة الرئيسية لتطوير المستوطنات في يهودا والسامرة، 1979-1983".

## خلفية
نجح الليكود في الحصول على الأغلبية في الانتخابات التشريعية الإسرائيلية عام 1977،  وأصبح أرئيل شارون رئيساً للجنة الوزارية للاستيطان، ومسئولاً عن انشاء المستوطنات الإسرائيلية  في الأرض المحتلة عام 1967. وسعى إلى دمج فوري لخطط الاستيطان الشاملة يومئذ مع تصور حزب الليكود لاستيطان غير محدود.

## الخطة
اقترح  ماتتياهو دروبلز الخطة في عام 1978 وعدلت في عامي 1980 و1981. وتنص على ما يلي: «ليس هناك أدنى شك في أننا باقون في يهودا والسامرة، وسلسلة المستوطنات الممتدة على الحبال الواقعة بين نابلس والخليل هي بمثابة حاجز على الجهة الشرقية وحزام أمني يوفر الأمن لمستوطنات غور الأردن" كما أن جميع المناطق الواقعة بين المستوطنات الإسرائيلية الصغيرة وما حولها يجب سكنها لمنع احتمال قيام دولة عربية أخرى في المنطقة».

أوضحت خطة دروبلز: 
إن الغرض من توطين المناطق الواقعة بين وحول المراكز التي تحتلها الأقليات هو التقليل إلى أدنى حد من خطر قيام دولة عربية إضافية في هذه الأراضي. كونها معزولة من قبل المستوطنات اليهودية، سيجد السكان الأقلية صعوبة في تشكيل مجتمع إقليمي وسياسي.
كان أساس الخطة محاولة مفصّلة لتنفيذ خطة أرئيل شارون، وزير الزراعة آنذاك،  لتوسيع المستوطنات ونصت خطة دروبلز على «أهمية التأكيد، وبشكل أساسي عبر الأفعال، أن الحكم الذاتي لن يُطبق على الأراضي وإنما على السكان العرب وحدهم»، مما يجعل «من الصعب على الأقلية السكانية (الفلسطينيين) تحقيق الاتصال الإقليمي أو الوحدة السياسية نتيجة لتجزئة الأراضي بإقامة المستوطنات في كل مكان فيها».
خطط  ماتتياهو دروبلز بحلول عام 1985 سيكون هناك 80 مستوطنة زراعية يقطن بها حوالي 120 ألف يهودي، وفعلا كان هناك أكثر من 100 مستوطنة في الضفة الغربية في بداية عام 1985 غير أن نسبة الاستيطان لم تتجاوز 40 بالمئة من النسبة المنشودة.
في عام، 1983 اقترحت خطة مفصلة لعام 2010 تحت إشراف دروبلز تتكون من قسمين: خطة تطويرية وخطة شاملة،  يتمحور أساس هذه الخطة على زيادة أهمية استثمارات المنظمة الصهيونية العالمية،  وذلك عن طريق زيادة الاستثمار في الضفة الغربية وإعطاء الأولوية في التطوير إلى المنطقة الجبلية عن منطقة الغور.
إن أهمية تطوير مستوطنات الضفة الغربية بشكل عام ومستوطنات المنطقة الجبلية بشكل خاص تعود بشكل رئيس إلى الفلسفة السياسية لحكومة الليكود 1977 – 1984.(2)
التغيرات في حجم الاستثمار للمنظمة الصهيونية العالمية  في الضفة الغربية خلال الفترة الممتدة من 1974 – 1984:
| المنطقة /السنة       | 1974 | 1975 | 1976 | 1977  | 1978  | 1979  | 1980 | 1981  | 1982  | 1983  |
| -------------------- | ---- | ---- | ---- | ----- | ----- | ----- | ---- | ----- | ----- | ----- |
| غور الأردن           | 3,7  | 3,9  | 3,11 | 5,22  | 3,7   | 11,15 | 13,7 | 12,85 | 12,65 | 12,89 |
| المنطقة الجبلية      | 1,22 | 1,2  | 0,72 | 5,06  | 10,14 | 18,59 | 23,4 | 28,2  | 22,14 | 21,24 |
| المجموع              | 5,09 | 5,1  | 3,73 | 10,28 | 13,84 | 29,74 | 37,1 | 41,05 | 34,49 | 34,13 |
| نسبة المنطقة الجبلسة | 24   | 24   | 19   | 49    | 73    | 63    | 63   | 69    | 64    | 62    |

## الهوامش
- 1: العضو السابق في الكنيست عن كتلة حيروت-الليبرالية ورئيس قسم المستوطنات للمنظمة الصهيونية العالمية
- 2: يعتمد معدل الاستثمار على التطورات السياسية الداخلية والخارجية.[10]

الأرخبيل الفلسطيني